# Viabuild
Viabuild is een Belgisch infrastructuurbedrijf met hoofdzetel in Puurs.
Het bedrijf legt zich toe op wegen- en asfaltwerken, burgerlijke bouwkunde en grond- en afbraakwerken.
In de Vlaams-Brabantse gemeente Grimbergen baten ze een asfaltcentrale uit, die gevestigd is langs de Tangebeek. Tegen de bouw van deze asfaltcentrale is er jarenlang verzet geweest door buurtbewoners.

## Geschiedenis
Het bedrijf werd opgericht in Zemst door Ferdinand Verhaeren in 1956. In februari 2008 nam de Gewestelijke Investeringsmaatschappij voor Vlaanderen (Gimv) een participatie in het bedrijf.